# ريك وايت (ملحن)
ريك وايت هو مغني ومنتج أسطوانات وملحن كندي، ولد في 5 ديسمبر 1970 في مونكتون في كندا.

## وصلات خارجية
- ريك وايت على موقع ميوزك برينز (الإنجليزية)
- ريك وايت على موقع أول ميوزيك (الإنجليزية)
- ريك وايت على موقع أول ميوزيك (الإنجليزية)
- ريك وايت على موقع ديسكوغز (الإنجليزية)